# Балестрино (Савона)
Балестрино (итал. Balestrino) је насеље у Италији у округу Савона, региону Лигурија.
Према процени из 2011. у насељу је живело 387 становника. Насеље се налази на надморској висини од 365 м.